# Les Baroudeurs sans frontières
 (juin 2019).
Si vous disposez d'ouvrages ou d'articles de référence ou si vous connaissez des sites web de qualité traitant du thème abordé ici, merci de compléter l'article en donnant les références utiles à sa vérifiabilité et en les liant à la section « Notes et références ».
Les Baroudeurs sans frontières ou Costa est une série de bande dessinée créée le 25 octobre 1979 par Charles Jarry dans le no 2167 du journal Spirou.
La série change de nom lorsqu'elle passe aux Éditions du Lombard, et s'intitule dorénavant "Costa", du nom d'un de ses deux héros. 

## Univers

### Personnages
Les héros de la série sont Joao Costa, un brésilien de 18 ans et Ian Harlan, un irlandais de 19 ans. Au début du premier album, ils viennent de remporter un concours international de journalisme organisé par Nature survival defense (N.S.D.), ayant pour thème la protection de la forêt équatoriale humide à travers le monde. Ils sont invités par N.S.D. en Côte d'Ivoire pour assister a un programme de gestion durable d'exploitation de la forêt.

## Publication

### Les baroudeurs sans frontières
Aux éditions Dupuis:
- Charles Jarry (scénario et dessin) et Studio Léonardo (couleur), À l'Ouest des lagunes, t. 1, Marcinelle-Charleroi/Paris/Montréal, Dupuis, octobre 1983, 44 p. (ISBN 2-8001-0821-5)
- Charles Jarry (scénario et dessin) et Studio Léonardo (couleur), Harambee, t. 2, Marcinelle-Charleroi/Paris/Montréal, Dupuis, janvier 1984, 44 p. (ISBN 2-8001-0822-3)
- Charles Jarry (scénario et dessin) et Studio Léonardo (couleur), Le venin écarlate, t. 3, Marcinelle-Charleroi/Paris/Montréal, Dupuis, janvier 1985, 44 p. (ISBN 2-8001-1077-5)
- Charles Jarry (scénario et dessin) et Studio Léonardo (couleur), Raid sur Bogota, t. 4, Marcinelle/Paris/Montréal, Dupuis, janvier 1986, 44 p. (ISBN 2-8001-1238-7)

Aux éditions Saint-André Philclub:
- Charles Jarry (scénario et dessin), Futur simple : a garimpeira, Saint-André Philclub, février 1986, 32 p.

Aux éditions Loup / Hibou:
- Charles Jarry (scénario et dessin), Flashback !, Loup, avril 2001, 36 p. (ISBN 2-930283-21-1)
- Charles Jarry (scénario et dessin), Flashback 2 : Crans-Montana - Engelberg, Ecaussinnes (Belgique), Hibou, juin 2013, 34 p. (ISBN 978-2-87453-062-3)
- Charles Jarry (scénario et dessin), Flashback 3 : Les Diablerets - Grindelwald, Hibou, janvier 2015, 30 p. (ISBN 978-2-87453-079-1)

### Costa
Aux éditions Le Lombard:
- Charles Jarry (scénario et dessin) et Studio Léonardo (couleur), Les jonques pourpres, t. 1, Bruxelles/Paris, Le lombard, juin 1988, 46 p. (ISBN 2-8036-0656-9)
- Charles Jarry (scénario et dessin) et Studio Léonardo (couleur), Gabriella, t. 2, Bruxelles/Paris, Le lombard, août 1989, 46 p. (ISBN 2-8036-0749-2)
- Charles Jarry (scénario et dessin) et Studio Léonardo (couleur), Bolivia Coca, t. 3, Paris, Le lombard, juin 1990, 46 p. (ISBN 2-8036-0822-7)
- Charles Jarry (scénario et dessin) et Studio Léonardo (couleur), Tusk connection, t. 4, Le lombard, mars 1992, 46 p. (ISBN 2-930013-00-1)
- Charles Jarry (scénario et dessin) et Studio Léonardo (couleur), Urubu destiny, t. 5, Le lombard, octobre 1992, 46 p. (ISBN 2-930013-01-X)
- Charles Jarry (scénario et dessin) et Studio Léonardo (couleur), La Sidaïque : The Fafa Da Bahia Story, t. 6, Le lombard, octobre 1993, 46 p. (ISBN 2-930013-02-8)

### Revues
- À l'Ouest des lagunes,  no 2167 au no 2187, Spirou, (1979)
- Harambee !, no 2235 au no 2254, Spirou, (1981)
- La Piste de Gitaramas, Spirou-festival, (1981)
- Le Venin écarlate, no 2307 au no 2315, de Spirou, (1982)
- Le Touriste, no 2323, Spirou, (1982)
- L'Amulette de Crans-Montana, no 2327, Spirou, (1982)
- Raid sur Bogota, no 2396 au no 2399, Spirou, (1984)
- A Garimpera, no 2423, Spirou, (1984)
- La Piste noire d'Engelberg, no 2441, Spirou, (1985)
- Tusk connection, no 2444 au no 2447, Spirou, (1985)
- Le Treuil, no 2489, Spirou, (1985)
- L'Avalanche de Grindelwald, no 2503, Spirou, (1986)
- Témoins pour l'enfer, no 2518 au no 2521, Spirou, (1986)
- Descente sur les Diablerets, no 2544, Spirou, (1987)
- Ô Jagunço, no 2572, Spirou, (1987)